# Dryopsophus maculosus
Espèce
Synonymes
- Cyclorana maculosus Tyler & Martin, 1977
- Cyclorana maculosa (Tyler & Martin, 1977)
- Litoria maculosa (Tyler & Martin, 1977)

Statut de conservation UICN

 LC  : Préoccupation mineure
Dryopsophus maculosus est une espèce d'amphibiens de la famille des Pelodryadidae.

## Répartition
Cette espèce est endémique du Nord de l'Australie. Elle se rencontre à basse altitude dans le centre du Territoire du Nord et à la frontières au Queensland. Sa zone de répartition est d'environ 557 400 km2.

## Description
L'holotype de Dryopsophus maculosus, un mâle adulte, mesure 47,4 mm. Cette espèce a la face dorsale gris très pâle avec des marques noires bien délimitées. Sa face ventrale est crème et prend une teinte ardoise sombre au niveau mandibulaire.
Les mâles mesurent de 34 à 55 mm et les femelles de 38 à 55 mm.

## Étymologie
Son nom d'espèce, dérivé du latin macula, « tache », lui a été donné en référence à sa livrée.

## Publication originale
- Tyler & Martin, 1977 : Taxonomic studies in some leptodactylid frogs of the genus Cyclorana Steindachner. Records of the South Australian Museum, vol. 17, no 15, p. 261-276 (texte intégral).